# Kiss Mihály (kanonok)
Kiss Mihály (1735 körül – Nagyvárad, 1800. április 10.) teológiai doktor, kanonok.

## Élete
Nagyváradon működött a 18. század század végén. A bölcseletet a nagyváradi líceumban 11 évig tanította, a szemináriumban öt évig teológiai tanár és gáborjáni apát volt, azután váradolaszi plébános, később kanonok lett. Meghalt 1800. április 10-én, élete 65., kanonoksága 10. évében.

## Munkái
- A nemes szivű magyarokhoz intézett biztatás, melyet készített az ország gyűlése alkalmatosságával. Pozsony, 1796. (Költemény.)
- A Melianus Gnatheret paisának megrontója, melyet írt... 1799. eszt. Pest.